# Secretos
Secretos è un film del 2008 diretto da Valeria Sarmiento.